# Mūsh Gīrī
Mūsh Gīrī (persiska: موشگيری, موش گيری, Māshgīrī, Mūshgīrī) är en ort i Iran.   Den ligger i provinsen Khuzestan, i den centrala delen av landet, 400 km söder om huvudstaden Teheran. Mūsh Gīrī ligger 656 meter över havet och antalet invånare är 167.
Terrängen runt Mūsh Gīrī är kuperad åt nordost, men åt sydväst är den platt.Runt Mūsh Gīrī är det ganska tätbefolkat, med 52 invånare per kvadratkilometer. Närmaste större samhälle är Shū Gol-e Ḩājjīvand, 9,2 km söder om Mūsh Gīrī. Omgivningarna runt Mūsh Gīrī är i huvudsak ett öppet busklandskap.